# Ситали
Сита́ли (склокера́міка) — це склокристалічні матеріали, які складаються з однієї або декількох кристалічних фаз, рівномірно розподілених у склоподібній фазі. Вони займають проміжне положення між звичайним склом і керамікою. Ситали містять велику кількість дрібних (< 1 мкм) кристалів, що пов'язані між собою міжкристалічним прошарком (склоподібною фазою). Концентрація кристалів може змінюватись у значних межах (20...90 % за об'ємом).
Розрізняють ситали технічні (на основі штучних композицій з різних оксидів, солей), петроситали (з базальтів та інших гірських порід) і шлакоситали. 

## Походження назви
Введений Ісааком Китайгородським (1888-1965) термін «ситали» походить від двох слів: «скло» і «кристал». За кордоном ці матеріали називають пірокерамом, склокерамікою, склофарфором та ін.

## Отримання
Для виробництва ситалів використовують технологію виробництва скла, дещо видозмінену і доповнену на заключній стадії, оскільки отриманий з відповідного скла виріб потім має бути перетворено в ситал шляхом кристалізації. Ситали отримуються шляхом спрямованої (каталізованої) кристалізації скла спеціальних складів, що відбувається в об'ємі заздалегідь сформованого виробу.
Технологічна схема виробництва виробів зі скла включає наступні стадії: отримання шихти — варіння скла — формування виробів — відпал виробів, доповнюється ще одним технологічним етапом — кристалізацією виробів, яка може відбуватись після формування, оминаючи відпал, або здійснюватися після відпалу. У деяких випадках для отримання ситалів застосовують керамічну технологію («порошковий метод») за схемою: отримання шихти — варіння скла — гранулювання — подрібнення скла в порошок — отримання пластичної композиції: шлікера (скло + зв'язка) — формування виробів — спікання і кристалізація. Цей технологічний прийом є менш досконалим, оскільки отримані вироби завжди мають незначну пористість. Однак в особливих випадках і при отриманні деталей дуже, складної конфігурації порошковий метод може виявитися незамінним. Спечений ситал отримують двома методами: спіканням порошків скла (розмір зерен близько 10 мкм) з добавкою порошку каталізатора; спіканням порошку скла, в який каталізатор введений ще на стадії його варіння.
Технічні ситали отримують на основі штучних шихт тих частин силікатних систем, в яких кристалізуються фази, що мають задані властивості. Для термостійких ситалів такими фазами є кордієрит, сподумен LiAlSi2O6, евкриптит LiAlSiO4; для високоміцних — шпінель, муліт; для діелектриків — кордієрит, діопсид, воластоніт та ін. Такі властивості, як густина, коефіцієнт термічного розширення, теплопровідність, модуль пружності і діелектрична проникність залежать від властивостей фаз і адитивно змінюються зі зміною вмісту цих фаз. На фазовий склад ситалів впливають малі (до 1,5%) добавки модифікаторів (Na, K, Ca, Ba та ін.), склоутворювачів (B, Р та ін.) і оксидів проміжного типу, введення яких не змінює складу основних фаз, але помітно збільшує або знижує їх вміст. Необхідними добавками є речовини (Li, Rb, Cs, Ag, Au, Cu, Zn, Cd та ін.), що служать каталізаторами і центрами кристалізації скла.

## Схема режиму термообробки скла для отримання ситалів
Головною в технології ситалів є двостадійна термообробка. Перша стадія — утворення центрів кристалізації - здійснюється для більшості складів шихт витримкою при температурі, оптимальній для цього процесу. Для фотоситалів вироби після відпалу опромінюють ультрафіолетовими або рентгенівськими променями. Прояв прихованого зображення відбувається при нагріванні скла в інтервалі між температурою розм'якшення і відпалу протягом 8 - 60 хв. Далі термообробка триває при вищих температурах для завершення процесу кристалізації і отримання ситалу. На другій стадії вироби відпалюють при температурі, найсприятливішій для росту кристалів.
Жароміцність, електропровідність, механічна міцність залежать не лише від властивостей фаз, але більшою мірою від структури і тому не є адитивними. Щільна мікростуктура забезпечує високу твердість і опір абразивному зношуванню. Підвищення рівня кристалізації збільшує модуль пружності. Поліпшенню механічних, термічних, електроізоляційних властивостей матеріалу і хімічної стійкості сприяє низький вміст склоподібної фази. 
Хоча контроль за фазовим складом і структурою у зв'язку з тонкозернистістю ситалів здійснюється в основному методами рентгенофазового аналізу і електронної мікроскопії, при активній участі петрологів проводиться дослідження кінетики зародкоутворення і зростання кристалів, що є теоретичною основою головних стадій виробництва ситалів.
Розглянуті закономірності служать основою пояснення утворення природних видів скла і ряду дрібнозернистих структур при магматичних процесах, зокрема облямівок малоглибинних інтрузивних тіл. Істотні вони і для методики загартування при проведенні експерименту.
На вигляд ситали є щільними матеріалами білого або від ясно-бежевого до коричневого кольору. Вони відрізняються підвищеною механічною міцністю, можуть мати як дуже маленький, так і великий коефіцієнт лінійного розширення, високу теплопровідність і задовільні електричні характеристики. Ситали з маленькими α1 дуже стійкі до нагрівання. Механічна міцність їх мало міняється при нагріванні до температури 700 - 800°С. Діелектричні втрати в ситалах багато в чому визначаються властивостями залишкової склоподібної фази.
Як останні застосовуються: металеві Au, Ag, Cu, Pt, Pd в кількостях від сотих до десятих доль %; окисні TiO2, P2O5, Cr2O3, ZrO2, ZnO та ін. (перші %), фторидні Na3AlF6, Na2SiF6, CaF2 та ін. (обов'язково спільно з Al2O3), сірка або сульфати з добавкою коксу, сульфіди. До складу фотоситалів вводять як світлочутливі добавки Au, Ag, Cu у поєднанні з сенсибілізаторами. Сенсибілізатори - речовини, що сприяють повнішому протіканню фотохімічних процесів - підвищенню фоточутливості з утворенням прихованого поверхневого зображення. При отриманні фотохромних і інших світлочутливих видів скла як сенсибілізатори використовуються GeO2, одновалентне золото, сірчисті з'єднання лужних металів та ін. Застосування елементів платинової групи (Pt, Re, Pd, Os, Ir) не вимагає присутності сенсибілізаторів.
З метою здешевлення виробництва і комплексного використання сировини для виготовлення ситалів застосовуються: доменний шлак разом з кварцовим піском - для отримання шлакоситалів; магматичні ефузивні і інтрузивні гірські породи основного складу (базальти, габро, траппи), метаморфічні породи (тремолітові і сланці тальку), осадові породи (лісові суглинки, вапняна глина), нефеліновий концентрат - для отримання петроситалів. Оцінка придатності шлаків і гірських порід для цих цілей найпростіше і ефективно здійснюється петрографічними методами за їх мінеральним складом. Не останню роль грають знання петрохімічних особливостей і використання можливостей методів петрохімічних перерахунків.

## Властивості ситалів
Ситали мають високі міцність, твердість, зносостійкість, малий коефіцієнт лінійного розширення, хімічну і термічну стійкість, газо- і вологонепроникність. За своїм призначенням поділяються на технічні та будівельні. Технічні ситали отримують на основі систем: Li2O--Al2O3 - SiO2, MO - Al2O3 - SiO2, Li2O - MO - Al2O3--SiO2, де M - Mg, Ca, Zn, Ba, Sr та ін.; MgO - Al2O3--SiO2 - K2O - F; MO - B2O3 - Al2O3 (де M - Ca, Sr, Pb, Zn); PbO - ZnO - B2O3 - Al2O3 - SiO2 та ін. 
За основною властивостями і призначенням поділяються на: високоміцні, радіопрозорі хімічно стійкі, прозорі термостійкі, зносостійкі і хімічно стійкі, фотоситали, слюдоситали, біоситали, ситалоцементи, ситалоемалі, ситали із спеціальними електричними властивостями.
Твердість більшості ситалів 6,5—7 одиниць за Моосом, границя міцності при згині до 250 МПа, термостійкість до 1000 °C 

## Використання
Головна особливість ситалів — тонкозерниста рівномірна склокристалічна структура, що обумовлює поєднання високої твердості і механічної міцності з відмінними електроізоляційними властивостями, високою температурою розм'якшення, хорошою термічною і хімічною стійкістю. Ситали міцніші і твердіші за вуглецеві сталі, і водночас легші за алюміній і не розм'якшуються при нагріванні до 1350...1450 °С. Завдяки таким властивостям і низькій собівартості ситали набувають дедалі ширшого застосування: у авіації, у виготовленні ізоляторів, деталей радіоапаратури, реакторів і хімічно стійкої апаратури.
У деталях радіоапаратури ситали використовуються як встановлювальні так як конденсаторні матеріали. У першому випадку ситали використовують як підкладки гібридних інтегральних мікросхем і дискретних пасивних елементів (наприклад, тонкоплівкові резистори), деталі НВЧ-пристроїв і деяких типів електронних ламп. Перевагою ситалових конденсаторів є підвищена електрична міцність в порівнянні з керамічними конденсаторами.
У ситалах, виготовлених зі світлочутливого скла, отримують непрозорі білі або кольорові тривимірні зображення. Різна розчинність кристалічної і прозорої склоподібної фаз відкриває можливості отримання опуклого зображення і виробництва з фотоситалів технічних виробів з сіткою прецизійно виконаних отворів будь-якого перетину.
Термічна стійкість ситалів забезпечується дуже малими (від 7·10-7 до 3·10-7), а іноді і від'ємними значеннями коефіцієнта термічного розширення. Оптичне кварцове скло може бути замінене прозорими ситалами, які переважають його меншою чутливість до теплових ударів. Прозорість пов'язана з розміром кристалів, меншим за довжину півхвилі видимого світла (соті долі мм), і близькістю до склоподібної фази за показниками його заломлення. Світлочутливе скло і фотоситали знаходять широке застосування в мікроелектроніці, ракетній техніці, космосі, оптиці, поліграфії і побутових приладах. Так, з фоточутливого скла отримані матриці для газорозрядних приладів, фотокерам для виготовлення плат друкарського монтажу, з фотоситалу виготовляють перфоровані диски, що використовуються в катодно-променевих трубках тощо.